# Love, Victor
Love, Victor ist eine von Isaac Aptaker und Elizabeth Berger konzipierte Nachfolge-Fernsehserie zu dem von ihnen geschriebenen Film Love, Simon, der Verfilmung des Romans Nur drei Worte von Becky Albertalli. Die erste Staffel der Serie, die ursprünglich auf Disney+ veröffentlicht werden sollte, ist mit zehn Episoden am 17. Juni 2020 auf Hulu erschienen; die zweite am 11. Juni 2021; die dritte am 15. Juni 2022. Die Hauptfigur der Serie ist Victor, verkörpert von Michael Cimino. Nick Robinson, der die Titelrolle im Film gespielt hatte, fungiert bei der Serie als Erzähler. Produziert wird die Serie von 20th Television, wobei Isaac Aptaker und Elizabeth Berger als Showrunner fungieren.

## Handlung

### Staffel 1
Die Serie spielt an den Schauplätzen des Films: in der Creekwood High School bei Atlanta, Georgia. Victor ist mit seiner Familie frisch dorthin gezogen und neuer Schüler der High School. Neben familiären und schulischen Problemen muss er sich mit seiner Selbstfindung auseinandersetzen, da er sich seiner eigenen sexuellen Orientierung noch nicht sicher ist. Als er Gefühle für den Jungen Benji entwickelt und gleichzeitig eine Beziehung mit dem Mädchen Mia eingeht, sucht er über Textnachrichten Rat bei Simon Spier, dessen Outing im Film in der Aufmerksamkeit der Creekwood High School stand. Am Ende der ersten Staffel bekennt er sich zu seiner Homosexualität und kommt mit Benji zusammen.

### Staffel 2
In der zweiten Staffel hat Victor anfangs mit den Reaktionen auf sein Coming-out zu kämpfen, etwa im Basketballteam und besonders durch seine Mutter, der schwerfällt es zu akzeptieren. Die Beziehung mit Benji läuft dennoch zunächst gut, da sie sie im Freundeskreis offen ausleben können und sogar ihr erstes Mal haben, allerdings führen die Probleme schließlich zu Streiten zwischen ihnen, aufgrund dessen sie eine Beziehungspause einlegen, in der Victor einem anderen schwulen Jungen, Rahim, nahekommt. Des Weiteren entwickelt sich die Beziehung zwischen Lake und Felix anfangs positiv. Doch schnell entstehen Streitpunkte und das Paar steht vor neuen Hürden in ihrer Beziehung. Victors Ex-Freundin Mia versucht den Herzschmerz zu vergessen und sucht nach einem neuen Freund. Zum Ende der Staffel ist offen, ob Victor sich für Benji oder Rahim entscheidet.

### Staffel 3
Victor hat sich für Benji entschieden, der kurz darauf aber gesteht, dass er in ihrer Beziehungspause getrunken hat. Er wird von seinen Eltern, weil er früher ein Alkoholproblem hatte, in einen Entzug geschickt und soll nach seiner Rückkehr Victor als einen emotionalen Trigger meiden, während Benjis Vater Victor drängt, sich von seinem Sohn fernzuhalten. In der erneuten Pause führt Victor kurzzeitig ein Sexverhältnis und versucht sich an einer Datingapp. Derweil ist Felix mit Victors Schwester zusammen, die die Beziehung geheim hält; Mia wieder mit ihrem früheren Partner Andrew, während Lake mit Andrews Ex-Freundin Lucy erstmals Gefühle für ein Mädchen entdeckt. Auch diese Paare drohen auseinanderzufallen, aber entscheiden sich, für ihre Beziehung zu kämpfen. Als Benji anfängt zu zweifeln, ob es richtig war, sich von Victor zu trennen, und erfährt, dass sein Vater sie auseinandergetrieben hat, entscheidet auch er sich schließlich für seinen Partner.

## Besetzung und Synchronisation

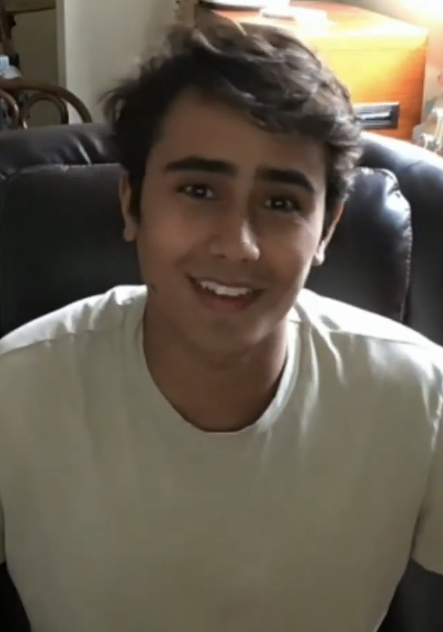
Michael Cimino (2021)

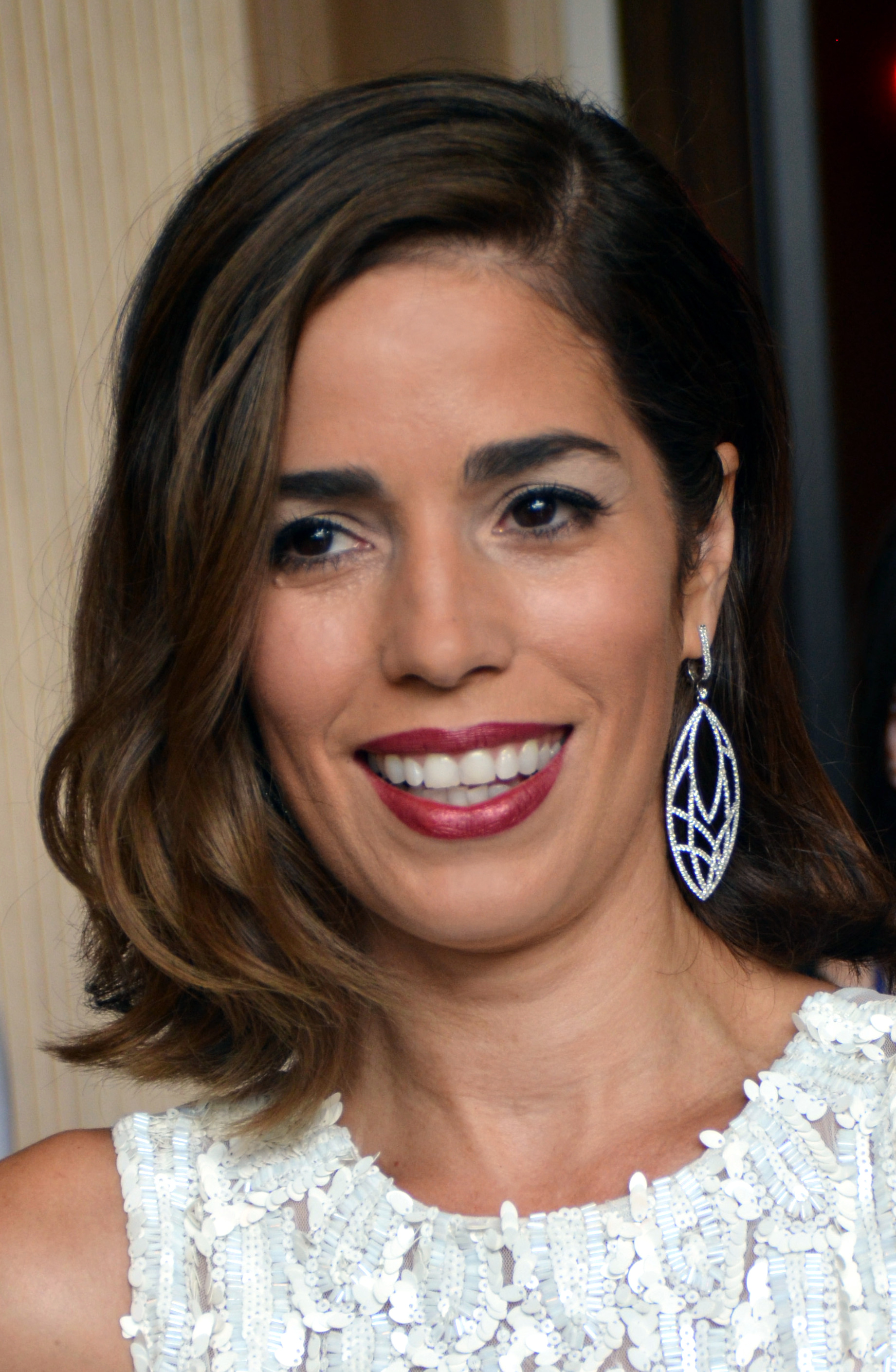
Ana Ortiz (2014)

Die Synchronisation entsteht bei der SDI Media Germany unter der Synchronregie von Klaus Terhoeven.

### Hauptdarsteller
| Rolle           | Darsteller        | Hauptrolle (Folgen) | Nebenrolle (Folgen)  | Beschreibung                   | Synchronsprecher                         |
| --------------- | ----------------- | ------------------- | -------------------- | ------------------------------ | ---------------------------------------- |
| Victor Salazar  | Michael Cimino    | 1.01–3.08           |                      | Hauptfigur                     | Marco Eßer                               |
| Isabel Salazar  | Ana Ortiz         | 1.01–3.08           |                      | Victors Mutter                 | Schaukje Könning                         |
| Armando Salazar | James Martinez    | 1.01–3.08           |                      | Victors Vater                  | Sebastian Schulz                         |
| Pilar Salazar   | Isabella Ferreira | 1.01–3.08           |                      | Victors Schwester              | Derya Flechtner                          |
| Adrian Salazar  | Mateo Fernandez   | 1.01–3.08           |                      | Victors Bruder                 | Leo Gardeur                              |
| Mia Brooks      | Rachel Hilson     | 1.01–3.08           |                      | Victors und Lakes Freundin     | Marie Hinze                              |
| Lake Meriwether | Bebe Wood         | 1.01–3.08           |                      | Mias und Victors Freundin      | Amelie Plaas-Link                        |
| Benji Campbell  | George Sear       | 1.01–3.08           |                      | Victors Mitschüler und Partner | Julius Jellinek (S1–2) Dirk Petrick (S3) |
| Felix Weston    | Anthony Turpel    | 1.01–3.08           |                      | Victors Nachbar und Freund     | Maximilian Artajo                        |
| Andrew Spencer  | Mason Gooding     | 1.01–3.08           |                      | Victors Mitschüler, Sportler   | Kaze Uzumaki                             |
| Lucy            | Ava Capri         | 3.01–3.08           | 2.01–2.05, 2.10      | Andrews Freundin/Ex            | Moira May                                |
| Rahim           | Anthony Keyvan    | 3.01–3.08           | 2.01–2.02, 2.06–2.10 | Freund von Victor und Pilar    | Tobias Diakow                            |

### Nebendarsteller
| Rolle                | Darsteller           | Folgen                                                  | Beschreibung                     | Synchronsprecher         |
| -------------------- | -------------------- | ------------------------------------------------------- | -------------------------------- | ------------------------ |
| Kieran               | Charlie Hall         | 1.01–1.04, 1.10, 2.02–2.03, 2.05, 3.02, 3.08            | Andrews Kumpel, Sportler         | Oscar Räuker             |
| Teddy                | AJ Carr              | 1.01–1.03, 1.10, 2.02–2.03, 2.05, 3.02, 3.08            | Andrews Kumpel, Sportler         |                          |
| Coach Ford           | Andy Richter         | 1.01, 1.04, 2.03, 2.05, 3.07–3.08                       | Basketballcouch von Victor       | Hans Hohlbein            |
| Sarah                | Beth Littleford      | 1.02–1.03, 1.07, 2.04                                   | Vorgesetzte von Victor und Benji | Katharina Palm           |
| Derek                | Lukas Gage           | 1.03, 1.05–1.06, 1.10, 2.03                             | Benjis Partner/Ex                | Jeremias Koschorz        |
| Georgina Meriwether  | Leslie Grossman      | 1.03, 1.09, 2.05–2.06, 3.03–3.04                        | Lakes Mutter                     | Carmen Katt              |
| Harold Brooks        | Mekhi Phifer         | 1.04, 1.07, 1.09–2.02, 2.06, 2.08, 2.10–3.02, 3.06–3.07 | Mias Vater                       | Charles Rettinghaus      |
| Veronica             | Sophia Bush          | 1.04, 1.07, 1.09–2.01, 2.06, 2.10, 3.06–3.07            | Harolds Verlobte/Ehefrau         | Julia Vieregge           |
| Ms. Thomas           | Ali Wong             | 1.06, 1.08                                              | Lehrerin von Victor              | Franziska Endres         |
| Wendy                | Abigail Killmeier    | 1.06, 1.10, 2.03                                        | Date von Felix                   | Betty Förster            |
| Justin               | Tommy Dorfman        | 1.08                                                    | Mitbewohner von Simon und Bram   | Dirk Stollberg           |
| Katya Zamolodchikova | Katya Zamolodchikova | 1.08                                                    | Dragqueen                        |                          |
| Jason Collins        | Jason Collins        | 1.08                                                    | Basketballspieler                |                          |
| Dawn Weston          | Betsy Brandt         | 2.01, 2.05–2.07, 2.10, 3.03, 3.07                       | Felix’ Mutter                    | Claudia Urbschat-Mingues |
| Tyler                | Daniel Croix         | 2.02–2.04                                               | Mias Freund, Künstler, Student   | Tim Schwarzmaier         |
| Mr. Campbell         | Kevin Rahm           | 2.04, 2.07, 3.01, 3.05, 3.08                            | Benjis Vater                     | Klaus-Peter Grap         |
| Shelby               | Julie Benz           | 2.05, 2.07, 2.09–2.10                                   | Armandos Freundin von PFLAG      | Ann Vielhaben            |
| Pater Lawrence       | Sean O’Bryan         | 2.05–2.06, 2.08                                         | Pfarrer                          | Armin Schlagwein         |
| Mrs. Campbell        | Embeth Davidtz       | 2.07                                                    | Benjis Mutter                    |                          |
| Mrs. Campbell        | Amy Pietz            | 3.05, 3.07                                              | Benjis Mutter                    |                          |
|                      | Artemis Pebdani      | 3.01, 3.06                                              | Rahims Mutter                    |                          |
| Connor               | Tyler Lofton         | 3.02, 3.06–3.08                                         | Rahims Date                      | Linus Drews              |
| Nick                 | Nico Greetham        | 3.03–3.04, 3.06–3.08                                    | Victors neuer Freund             | Sebastian Fitzner        |
| Eureka O’Hara        | Eureka O’Hara        | 3.05                                                    | Dragqueen                        |                          |
| Liam                 | Joshua Colley        | 3.06, 3.08                                              | Victors und Felix’ Mitschüler    | Tom Sielemann            |

### Gastdarsteller aus Love, Simon
| Rolle           | Darsteller       | Folgen                                            | Beschreibung              | Synchronsprecher   |
| --------------- | ---------------- | ------------------------------------------------- | ------------------------- | ------------------ |
| Simon Spier     | Nick Robinson    | (VO): 1.01–1.10, 2.02, 2.04 Auftritte: 1.08, 2.10 | berät Victor über Telefon | Sebastian Fitzner  |
| Ms. Albright    | Natasha Rothwell | 1.01                                              | neue Vizerektorin         | Cathlen Gawlich    |
| Bram Greenfield | Keiynan Lonsdale | 1.08                                              | Simons Partner            | Amadeus Strobl     |
| Jack Spier      | Josh Duhamel     | 2.03                                              | Simons Vater              | Dennis Schmidt-Foß |

## Episodenliste

### Staffel 1
| Nr. (ges.) | Nr. (St.) | Deutscher Titel                  | Originaltitel                | Erstveröffentlichung USA | Deutschsprachige Erstveröffentlichung (D) | Regie          | Drehbuch                         |
| --- | --------- | -------------------------------- | ---------------------------- | ------------------------ | ----------------------------------------- | -------------- | -------------------------------- |
| 1 | 1         | Willkommen an der Creekwood High | Welcome to Creekwood         | 17. Juni 2020            | 23. Feb. 2021                             | Amy York Rubin | Isaac Aptaker & Elizabeth Berger |
| Nachdem Victors Familie frisch nach Atlanta gezogen ist, hat er seinen ersten Tag an der Creekwood High. Er wird von Felix, der über ihm wohnt, eingeführt, erfährt die Geschichte von Simon Spier und lernt die beliebten Mädchen Lake und Mia, die ihn auf Anhieb mag, sowie den schwulen Jungen Benji kennen, zu dem er sich sofort hingezogen fühlt. Er wird in das Basketballteam eingeladen, wofür er 500 $ aufbringen muss, und wird dafür, dass er nicht so viel Geld hat, von dem Sportler Andrew gehänselt. Er schreibt am Simon, dass dieser es leicht gehabt hätte, und erhält Antwort. Beim Winterjahrmarkt fährt er mit Mia Riesenrad. |           |                                  |                              |                          |                                           |                |                                  |
| 2 | 2         | Creekwood-Party                  | Stoplight Party              | 17. Juni 2020            | 23. Feb. 2021                             | Jason Ensler   | Brian Tanen                      |
| Wegen der Basketballgebühren bewirbt Victor sich im Coffeeshop, in dem auch Benji arbeitet. Auf Lakes Zureden gibt Mia eine Ampelparty, bei der die Kleidungsfarbe signalisieren soll, ob man auf jemanden steht. Victor geht mit Felix zur Party, aber hängt dann mit den Sportlern ab, bis sie Felix ärgern und Victor ihn verteidigt. Nach einem vertrauten Gespräch mit Mia schreibt er Simon, dass er sie mag, als Benji mitteilt, dass er den Job bekommt. |           |                                  |                              |                          |                                           |                |                                  |
| 3 | 3         | Band-Wettbewerb                  | Battle of the Bands          | 17. Juni 2020            | 26. Feb. 2021                             | Pilar Boehm    | Jen Braeden                      |
| Victor lädt Mia für ein Date zum Band-Battle im Coffeeshop ein, aber nachdem er erfährt, dass auch Benji dort auftritt, nimmt er sie zu einer Kunstausstellung mit, wo sie sich das erste Mal küssen. Beim Battle hat Felix einen peinlichen Auftritt als maskierter DJ. Als Victor und Mia dort ankommen, gibt Benjis Siegerband eine Zugabe, nach der Victor sieht, wie Benji von seinem Freund Derek geküsst wird. Victors Schwester Pilar richtet ihrer Mutter Isabel einen Facebook-Account ein, an das ein Mann Flirtnachrichten schickt. |           |                                  |                              |                          |                                           |                |                                  |
| 4 | 4         | Die Wahrheit tut weh             | The Truth Hurts              | 17. Juni 2020            | 5. März 2021                              | Michael Lennox | Marcos Luevanos                  |
| Pilar weiht Victor in ihren Verdacht ein, dass ihre Mutter eine Affäre hatte, und sie arrangieren ein Treffen, bei dem Victor den früheren Chef ihres Vaters Armando erkennt. Mias Vater kehrt von einer Geschäftsreise zurück und stellt ihr seine neue Partnerin Veronica vor. Beim Basketballmatch ist Victor so unkonzentriert, dass er vom Spielfeld läuft und draußen seine Eltern konfrontiert. Diese erklären ihren Kindern, was passiert ist und dass Armando Isabel verziehen hat. |           |                                  |                              |                          |                                           |                |                                  |
| 5 | 5         | Süße Sechzehn                    | Sweet Sixteen                | 17. Juni 2020            | 12. März 2021                             | Anne Fletcher  | Sheila Lawrence                  |
| Zur Feier von Victors 16. Geburtstag kommen neben seinen Freunden seine Großeltern und Benji mit Derek, den Victor nur als dessen Kumpel vorstellt. Mia lernt seine Familie kennen und freundet sich mit Isabel an. Felix und Lake erleben einen besonderen Moment zusammen, während sie einen Kuchen abholen. Als Benji und Derek sich küssen, hat Victors Großvater ein Problem damit, aber Victor verteidigt die beiden und Isabel ihren Sohn, worauf sich alle wieder vertragen. |           |                                  |                              |                          |                                           |                |                                  |
| 6 | 6         | Nächte in Creekwood              | Creekwood Nights             | 17. Juni 2020            | 19. März 2021                             | Anu Valia      | David Smithyman                  |
| Einige Zeit nachdem Victor und Mia offiziell ein Paar sind, lädt Mia ihn ein, um das erste Mal mit ihm Sex zu haben, doch weil Victor unsicher ist, bringt er Felix mit. Als Victor mit Mia alleine ist, erklärt er, dass er noch nicht so weit ist. Beim Hinausgehen sieht er, dass Felix und Lake sich küssen. Benji feiert seinen Jahrestag mit Derek, indem er auf Victors Anregung ihr erstes Date nachstellt, was Derek als Kitsch abwertet. |           |                                  |                              |                          |                                           |                |                                  |
| 7 | 7         | Kleines Geheimnis                | What Happens In Willacoochee | 17. Juni 2020            | 26. März 2021                             | Jay Karas      | Danny Fernandez                  |
| Victor schreibt Simon, dass er versuchen will, glücklich und normal zu sein, und wird von Mia zu einer Veranstaltung mit ihrem Vater eingeladen. Für die Arbeit muss er aber mit Benji wegfahren. Während Isabel und Armando sich darüber streiten, dass sie wieder Klavierunterricht geben will, weil das zu ihrer Affäre geführt hatte, verbringt Felix, nachdem Lake ihn abweist, den Tag mit Pilar. Statt zu Mia zurückzufahren, sorgt Victor dafür, dass er und Benji über Nacht bleiben müssen, sodass Mia den Abend mit Andrew verbringt. Nachdem Benji im Motelzimmer von seinem Coming-out erzählt, küsst Victor ihn und läuft daraufhin aus dem Zimmer. Simon schreibt, er wünschte, Victor wäre bei ihm in New York.                                                               |           |                                  |                              |                          |                                           |                |                                  |
| 8 | 8         | Männerausflug                    | Boy’s Trip                   | 17. Juni 2020            | 2. Apr. 2021                              | Todd Holland   | Brian Tanen                      |
| Victor reist spontan nach New York, um Simon zu sehen, doch der ist gerade nicht in der Stadt. So wird Victor von Simons Partner Bram und ihren queeren Mitbewohnern empfangen. Bram zeigt ihm mit den Basketballspielern der Schwulenliga, dass es verschiedene Arten gibt, schwul zu sein. Als sie in einer Dragbar abhängen, rutscht heraus, dass sie alle von Benji wissen. Als Victor gehen will, taucht Simon überraschend auf und erklärt, dass er Victors Nachrichten nicht geteilt hat, um sich über ihn lustig zu machen, sondern damit sie zu den Ratschlägen beitragen. So erkennt Victor, dass er eine Community gefunden hat. In Creekwood müssen derweil Mia, Lake, Felix und Andrew nachsitzen. Lake will ihre Knutschereien mit Felix geheim halten, aber erzählt Mia davon. |           |                                  |                              |                          |                                           |                |                                  |
| 9 | 9         | Wer zur Hölle ist B?             | Who the Hell is B            | 17. Juni 2020            | 9. Apr. 2021                              | Rebecca Asher  | Jeremy Roth & Jess Pineda        |
| Wieder zuhause outet Victor sich gegenüber Felix und will auch Mia die Wahrheit sagen. Nachdem Benji die Filiale wechselt, schreibt Victor einen Brief an „B“, um sich zu erklären. Bei Lake zuhause erlebt Felix heimlich mit, wie ihre Mutter ihr Druck macht, öffentlich im besten Licht zu erscheinen. Darauf zeigt Felix ihr sein Zuhause, doch weil Lake immer noch nicht bereit ist, zu ihm zu stehen, trennt er sich. Bevor Victor Mia aufklären kann, erscheinen ihr Vater und Veronica und verkünden, dass sie schwanger ist und sie sich verlobt haben, sodass nicht mehr der richtige Zeitpunkt ist. Pilar findet den Brief an B. |           |                                  |                              |                          |                                           |                |                                  |
| 10 | 10        | Frühlingsfest                    | Spring Fling                 | 17. Juni 2020            | 16. Apr. 2021                             | Jason Ensler   | Jillian Moreno                   |
| Nachdem er Benji heimlich den Brief zugesteckt hat, geht Victor mit Mia auf den Frühlingsball, um einen letzten schönen Abend gemeinsam zu haben. Lake und Felix gehen jeweils mit anderen Partnern hin. Weil Pilar vermutet, dass Victor Mia mit B betrogen hat, hakt sie bei Benji nach, was einen Streit zwischen ihm und Derek auslöst. Victor redet Derek zu, dass er sich nicht von Benji trennen soll. Doch kurz darauf berichtet Benji Victor, dass er sich von Derek getrennt hat, und sie küssen sich, was Mia mitansieht, worauf sie mit Andrew weggeht. Auf der Bühne bekundet Lake ihre Gefühle zu Felix. Als Victor und Pilar wieder zuhause sind, verkünden ihre Eltern, dass sie sich trennen, und Victor verkündet ihnen: „Ich bin schwul.“                                  |           |                                  |                              |                          |                                           |                |                                  |

### Staffel 2
| Nr. (ges.) | Nr. (St.) | Deutscher Titel                | Originaltitel          | Erstveröffentlichung USA | Deutschsprachige Erstveröffentlichung (D) | Regie                 | Drehbuch                         |
| --- | --------- | ------------------------------ | ---------------------- | ------------------------ | ----------------------------------------- | --------------------- | -------------------------------- |
| 11 | 1         | Die perfekte Sommerseifenblase | Perfect Summer Bubble  | 11. Juni 2021            | 18. Juni 2021                             | Jason Ensler          | Isaac Aptaker & Elizabeth Berger |
| Zehn Wochen später reagieren Victors Eltern immer noch verhalten und vermeiden das Thema seiner Homosexualität. In der letzten Woche der Sommerferien lädt er das erste Mal Benji nach Hause ein, doch Isabel kann es kaum ertragen, Victor und ihn zusammen zu sehen. Nachdem Benji ihm gesagt hat, dass es in Ordnung ist, auf seine Mutter sauer zu sein, wünscht Victor von ihr Akzeptanz. Mia kehrt von einem Sommercamp zurück und sieht, dass Andrew eine Freundin hat. |           |                                |                        |                          |                                           |                       |                                  |
| 12 | 2         | Der erste Schultag             | Day One, Take Two      | 11. Juni 2021            | 25. Juni 2021                             | Alex Hardcastle       | Brian Tanen                      |
| Am ersten Tag in der Schule will Victor seine Beziehung öffentlich machen, aber nachdem Isabel ihm Angst vor Reaktionen macht, traut er sich nicht die Wahrheit zu sagen, worauf Mia von den Sportlern für die Schuldige der Trennung gehalten wird. Victor konfrontiert seine Mutter, dass es ihre Schuld sei, weil sie wolle, dass er nicht schwul wäre. Am nächsten Tag entscheidet Victor in der Schule sich, vor allen zu seiner Homosexualität und Benji zu stehen. Mia lernt bei einer Geschäftsparty den College-Künstler Tyler kennen. Pilar hilft Felix mit der Miete aus, da seine depressive Mutter nicht mehr arbeiten geht. |           |                                |                        |                          |                                           |                       |                                  |
| 13 | 3         | Probleme in der Umkleide       | There’s No Gay in Team | 11. Juni 2021            | 2. Juli 2021                              | Alex Hardcastle       | JC Lee                           |
| Einige Basketballkollegen haben sich beschwert, dass Victor sich nicht mehr gemeinsam mit ihnen umziehen soll. Andrew rät ihm, sie durch sein Talent beim Training zu überzeugen, was aber ihre Einstellung nicht ändert, sodass er schließlich aus dem Team aussteigt. Felix macht für andere Hausaufgaben, um Geld zu verdienen, und erzählt Lake endlich von seinen Problemen. Armando geht zu einem Treffen von PFLAG, einer Hilfsgruppe für Eltern von Schwulen, und trifft dort Simons Vater. Nachdem Mia sich auf einer College-Party betrunken hat, gesteht sie Tyler, dass sie noch auf der High School ist. |           |                                |                        |                          |                                           |                       |                                  |
| 14 | 4         | Die Sex-Hütte                  | The Sex Cabin          | 11. Juni 2021            | 9. Juli 2021                              | Jason Ensler          | Jillian Moreno & Alex Freund     |
| Weil sie immer wieder in ihrer Privatsphäre gestört werden, lädt Benji Victor und seine Freunde übers Wochenende in eine Seehütte ein. Auf dem Weg dorthin lässt Mia Tyler sitzen, weil er sie für seine Kunst ignoriert. Felix und Victor sind nervös, in der Hütte an Lake bzw. Benji ihre Jungfräulichkeit zu verlieren. Nachdem die Paare sich aber ausgesprochen haben und auch Lake und Benji gestehen, dass sie nervös sind, haben Lake und Felix nachts auf dem See ihr erstes Mal, und Victor ist am nächsten Morgen im Bett bereit dazu. Zuhause haben auch seine Eltern wieder miteinander geschlafen. |           |                                |                        |                          |                                           |                       |                                  |
| 15 | 5         | So schwul                      | Gay Gay                | 11. Juni 2021            | 16. Juli 2021                             | Kristin Windell       | Marcos Luevanos                  |
| Andrew bittet Victor, ins Basketballteam zurückzukehren, der aber noch hadert, auch weil Benji und seine Band darüber Witze machen. Also setzt das Team ein Zeichen der Solidarität, damit Victor wieder mitmacht, und auch Benji unterstützt ihn beim Spiel. Felix lädt Lake zu sich ein, seine Mutter kennenzulernen, der es besser gehe, doch beim Essen hat diese einen bipolaren Anfall. Bei einem Dinner erklärt Armando Isabel, wie sehr er sich seit Victors Coming-out und durch die Pflag-Treffen verändert hat, und sagt, sie müsse sich auch verändern. Nachdem seine Freundin mit Andrew Schluss gemacht hat, küssen er und Mia sich. |           |                                |                        |                          |                                           |                       |                                  |
| 16 | 6         | Hochachtungsvoll, Rahim        | Sincerely, Rahim       | 11. Juni 2021            | 23. Juli 2021                             | Sarah Boyd            | Michelle Lirtzman                |
| Rahim, ein schwuler muslimischer Freund von Pilar, bittet Victor um Rat, aber überraschend ist es Isabel, die ihm ermunternde Worte geben kann. Als sie in der Kirche vor der Gemeinde singen darf, erfährt Victor, dass sie darum bete, dass er nicht schwul sei, und konfrontiert sie damit, worauf sie verspricht, sich zu bessern. Lake und ihre Mutter bieten Felix ihre Hilfe an, die dessen Mutter ablehnt. Nach einem öffentlichen Ausraster deswegen kommt sie in eine Klinik und Felix bei den Salazars unter. |           |                                |                        |                          |                                           |                       |                                  |
| 17 | 7         | Ein Tisch für vier             | Table for Four         | 11. Juni 2021            | 30. Juli 2021                             | Satya Bhabha          | Jeremy Roth                      |
| Zu Benjis Geburtstag lädt seine Mutter Victor zum Familiendinner ein, wo sie in ihrem Trinkspruch versehentlich enthüllt, dass Benji zu den Anonymen Alkoholikern geht und seit einem Jahr trocken ist. Victor überrascht, dass Benji es geheim gehalten hat, was zu einem Streit führt. Nachdem Lake eine Versöhnung versucht, macht Felix Schluss mit ihr, worüber Pilar ihn tröstet. Isabel will zu ihrem ersten Pflag-Treffen gehen, aber verlässt es, als sie Armando mit einer anderen Frau vertraut sieht, worauf die beiden beschließen, auch andere sehen zu wollen. Als sie heimkommt, platzt sie in Victors Zimmer, als er und Benji Versöhnungssex haben. |           |                                |                        |                          |                                           |                       |                                  |
| 18 | 8         | Der Morgen danach              | The Morning After      | 11. Juni 2021            | 6. Aug. 2021                              | Natalia Leite         | Sarah LaBrie                     |
| Isabel und Victor wollen, dass Benji geht, wodurch Adrian mitbekommt, dass Victor und Benji zusammen sind. Er weiß bereits, was Schwulsein bedeutet und akzeptiert es sofort. Als Adrian aber vom Pfarrer hört, Victor werde in die Hölle kommen, macht Isabel dem Pfarrer eine Ansage und verlässt die Kirche. Mias Vater hat ein Jobangebot in Kalifornien, aber sie glaubt, ihn überzeugt zu haben, zu bleiben. Pilar küsst Felix. Weil Victor Benji nicht verteidigt hat, haben sie einen Streit, auf den Benji sich nicht mehr bei Victor meldet. Dieser vertraut sich Rahim an und hofft, sie können sich wieder versöhnen, doch als Benji sieht, dass Victor sein Geheimnis Rahim erzählt hat, will er eine Beziehungspause. |           |                                |                        |                          |                                           |                       |                                  |
| 19 | 9         | Victors freier Tag             | Victor’s Day Off       | 11. Juni 2021            | 13. Aug. 2021                             | Kevin Rodney Sullivan | Brian Tanen                      |
| Um Victor von Benji abzulenken, schwänzt Rahim mit ihm die Schule. In der Stadt begegnet ihnen aber Victors Vater mit einer neuen Freundin. Dennoch entscheiden die Jungs, nicht zur Schule zurückzukehren. Victor drängt Rahim jemanden einzuladen, mit dem er über einer Datingapp schreibt, der ihn aber wegen seiner Feminität abweist. Sie landen in einer Schwulenbar, wo sie zusammen singen und schließlich von Isabel gefunden werden. Victor sagt ihr, dass er Angst hat, dass Benji Schluss machen könnte, und es nicht erzählt hat, weil er glaubte, sie würde darüber froh sein. Isabel versichert ihm, dass sie will, dass er glücklich ist. In einem Anruf bittet Benji um mehr Zeit auseinander. |           |                                |                        |                          |                                           |                       |                                  |
| 20 | 10        | Schließ die Augen              | Close Your Eyes        | 11. Juni 2021            | 20. Aug. 2021                             | Jason Ensler          | Isaac Aptaker & Elizabeth Berger |
| Da Benji abgesagt hat, lädt Victor Rahim zur Hochzeit von Harold und Veronica ein. Felix’ Mutter kehrt in besserem Zustand zurück und ermutigt ihn, Lake zu verzeihen, der sie dankbar für die Hilfe ist. Vor der Trauung erfährt Mia, dass ihr Vater den Job doch angenommen hat. Lake tanzt mit Felix, der aber unsicher wegen Pilar ist. Nachdem Isabel mit Benji gesprochen hat, erscheint er bei der Hochzeit, aber geht wieder, als er Victor mit Rahim tanzen sieht, worauf Rahim Victor küsst. Mia fahrt nach der Hochzeit mit Andrew, ihre Mutter zu sehen, und Armando kehrt zu Isabel zurück. Felix hilft sich und Victor mit einem Trick, sich zu entscheiden, mit wem sie zusammen sein wollen: er selbst geht und küsst Pilar; nachdem Simon anruft und Victor sich bedankt, aber sagt, er sei bereit, das nächste Kapitel alleine zu bestreiten, klingelt Victor an einer Haustür – es ist nicht zu sehen, ob bei Benji oder Rahim. |           |                                |                        |                          |                                           |                       |                                  |

### Staffel 3
| Nr. (ges.) | Nr. (St.) | Deutscher Titel                       | Originaltitel                | Erstveröffentlichung USA | Deutschsprachige Erstveröffentlichung (D) | Regie           | Drehbuch                         |
| --- | --------- | ------------------------------------- | ---------------------------- | ------------------------ | ----------------------------------------- | --------------- | -------------------------------- |
| 21 | 1         | Du bist es                            | It’s You                     | 15. Juni 2022            | 15. Juni 2022                             | Jason Ensler    | Brian Tanen                      |
| Victor hat bei Benji geklingelt und sie versöhnen sich an der Schule. Um einer Fahrzeugkontrolle zu entgehen, gibt Benji Victor gegenüber zu, dass er vorher etwas getrunken hat, was er danach auch seinem Vater beichtet. Während ihre Eltern verkünden, wieder zusammenzusein, will Pilar ihnen die Beziehung mit Felix verheimlichen, und Victor erklärt ihm, dass sein Vater bei ihr besonders überfürsorglich ist. Mia schlägt ihrer Mutter vor, dass diese nach Creekwood ziehen sollte, doch weil diese nicht kann, fährt sie mit Andrew wieder zurück. Nach der Feier hängt Lake mit Andrews Exfreundin Lucy ab, aber als diese sie fast küsst, bricht sie den Moment ab. Am nächsten Morgen gesteht sie, dass sie Angst hatte, weil sie es auch wollte, und küsst Lucy. Victor erfährt, dass Benjis Vater ihn für einen dreiwöchigen stationären Entzug angemeldet hat. |           |                                       |                              |                          |                                           |                 |                                  |
| 22 | 2         | Schnelle Zeiten an der Creekwood High | Fast Times at Creekwood High | 15. Juni 2022            | 15. Juni 2022                             | Melissa Kosar   | Marcos Luevanos                  |
| Victor versucht die Freundschaft mit Rahim wiederaufzunehmen, der jedoch seine Nachrichten ignoriert. Nach den Ferien sehen Felix und Lake erstmals, dass der jeweils andere einen neuen Partner hat. Während ihr Vater versucht, um Aufschub für den Job zu bitten, gibt Mia, die nicht daran glaubt, eine Party. Dort sorgen Pilar und Lucy dafür, dass Lake und Felix miteinander abschließen können. Rahim vergibt Victor erst, als dieser zugibt, dass zwischen ihnen eine Verbindung war. Als Benji zurückkehrt, erklärt er, dass er emotionale Trigger vermeiden soll, zu denen auch Victor gehöre. |           |                                       |                              |                          |                                           |                 |                                  |
| 23 | 3         | Alles arrangiert                      | The Setup                    | 15. Juni 2022            | 15. Juni 2022                             | Steven Canals   | Rick Wiener & Kenny Schwartz     |
| Nach dem Weggang ihres Vaters wohnt Mia bei Lake, doch statt eines Mädelsabends hat diese ihr erstes Mal mit Lucy. In der neuen progressiveren Kirche lernen Victors Eltern ein anderes Paar mit einem schwulen Sohn kennen und laden sie ein. Victor ist zunächst dagegen, macht am Ende aber mit Nick im Auto rum. Felix und Pilar gehen auf ein Doppeldate mit seiner Mutter, die jemanden kennengelernt hat. Da Benji in Mathe hinterherhängt, nimmt er sich einen Tutor, von dem sich herausstellt, dass ihm Rahim zugeteilt wurde. |           |                                       |                              |                          |                                           |                 |                                  |
| 24 | 4         | Bist du wach?                         | You Up?                      | 15. Juni 2022            | 15. Juni 2022                             | Jason Ensler    | Michelle Lirtzman                |
| Nick will keine feste Beziehung, sondern ihr Verhältnis locker halten, indem sie sich immer wieder nur zum Rummachen treffen. Nach einem Mal hat Victor einen Ausschlag, bei dem es sich nur um Giftefeu handelt. Doch er beschließt, das Verhältnis zu beenden, da es nicht ist, was er will. Mia lernt Lakes Mutter besser kennen und schlägt daraufhin vor, dass Lake ihr von Lucy erzählen sollte. Dazu ist sie erst bereit, nachdem sie ihre Mutter damit konfrontiert, dass diese sie andauernd kritisiert. Pilars Vater findet zufällig heraus, dass sie mit Felix zusammen ist, und ist zunächst sauer, dass sie gelogen hat. Nach Isabels Zureden will er es ihr aber erlauben, allerdings findet Isabel im Zimmer ihrer Tochter Antibabypillen. |           |                                       |                              |                          |                                           |                 |                                  |
| 25 | 5         | Lukas und Diego                       | Lucas and Diego              | 15. Juni 2022            | 15. Juni 2022                             | Randall Winston | Debby Wolfe                      |
| Pilars Eltern verbieten ihr, sich weiter mit Felix zu treffen, und nehmen ihr alle Geräte weg, worauf Felix vorschlägt, sich erstmal nicht mehr zu sehen. Da ihm ihre Eltern wichtiger zu sein scheinen als sie selbst, macht Pilar darauf Schluss. Rahim und Andrew richten Victor auf einer Gay-Datingapp ein Profil als Diego ein. Er schreibt und verabredet sich mit einem Profil namens Lucas, der sich am Treffpunkt als Benji herausstellt. Nachdem sie sich am Abend vor dessen Haus verabschieden, taucht später Benjis Vater, der es gesehen hat, bei Victor auf und fordert, dass er sich von seinem Sohn fernhält. |           |                                       |                              |                          |                                           |                 |                                  |
| 26 | 6         | Agent des Chaos                       | Agent of Chaos               | 15. Juni 2022            | 15. Juni 2022                             | Jason Ensler    | Nasser Samara                    |
| Victor und Felix schließen sich für ein Schulprojekt mit Liam zusammen, von dem Victor merkt, dass er auch schwul ist, sodass Victor ihm, um sich zu beweisen, dass er nicht alles schlechter macht, ihm beistehen will, was aber daneben geht. Weil ein Onkel aus dem Iran zu Besuch ist, soll Rahim sich heterosexuell geben und Pilar spielt seine Freundin für ein Dinner, bei dem er sich die Nummer des Kellners holt. Lake muss für einen College-Zulassungstest, erfährt aber, dass Lucy keine Chancen auf ein College hat und stattdessen plant, nach Portland zu gehen. Nachdem Veronica frühzeitig Wehen bekommt, sorgt Andrew dafür, dass Mia über Facetime sie und später das Baby sehen kann, und schlägt vor, dass sie zu ihnen fahren. Armando söhnt sich mit Pilar aus, indem er erzählt, dass Isabel in ihrem Alter eine Fehlgeburt hatte; Pilar ist dennoch nicht bereit, Felix noch eine Chance zu geben. Nick sieht Victor wieder und entschuldigt sich für sein Verhalten.                      |           |                                       |                              |                          |                                           |                 |                                  |
| 27 | 7         | Der Gay-Award                         | The Gay Award                | 15. Juni 2022            | 15. Juni 2022                             | Natalia Leite   | Alex Freund & Jillian Moreno     |
| Victor erfährt vom Coach, dass er bei der Sportlerehrung einen Tapferkeits-Award für sein Coming-out erhalten soll, aber ist davon zunächst nicht begeistert. Er und Nick gehen auf ein Doppeldate mit Rahim und Connor, bei dem Rahim homophob belästigt wird, aber sich wehren kann, worauf Victor beschließt, den Award anzunehmen. Mias Vater hört mit, dass Andrew für den Ausflug zu ihnen ein Spiel verpasst, bei dem Rekrutierer zugesehen hätten, denn er sieht Mia als seine Zukunft. Diese überlegt, zu ihrem Vater und Veronica zu ziehen. Auf Felix’ Rat versucht Lake einfach die verbleibende Zeit mit Lucy zu genießen, doch als das nicht gelingt, glaubt sie, Schluss machen zu müssen, und taucht im Anschluss bei Felix auf. Bei einem AA-Treffen äußert Benji Zweifel, ob es richtig war, sich von dem, den er liebt, zu distanzieren, doch nachdem er sieht, wie Victor Nick küsst, nimmt er den Vorschlag seiner Eltern an, auf ein Internat zu wechseln.                                      |           |                                       |                              |                          |                                           |                 |                                  |
| 28 | 8         | Mutig                                 | Brave                        | 15. Juni 2022            | 15. Juni 2022                             | Jason Ensler    | Isaac Aptaker & Elizabeth Berger |
| Armando hat seine Arbeit gekündigt, nachdem sein Boss homophobe Witze gemacht hat. Bei der Preisverleihung hält Victor eine Rede über die Leute, die er in Creekwood kennengelernt hat und ihm geholfen haben, mutig zu sein. Nick erkennt dadurch, dass Victor Benji noch liebt, trifft danach aber zufällig auf Liam. Danach geht Victor zu Benji, um ihm zu sagen, dass er ihn noch liebt, der wiederum sagt zwar, dass es zu spät sei, erfährt aber auch dadurch, dass sein Vater mit Victor gesprochen hatte. Inspiriert von seiner Rede beschließen Mia, Lake und Felix, mutig zu kämpfen und finden jeweils einen Weg, mit Andrew, Lucy und Pilar zusammenzubleiben. Außerdem verkünden Isabel und Armando, dass sie sich mit einem eigenen Unternehmen selbständig machen werden. Auf dem Winterkarneval will Victor diesmal alleine aufs Riesenrad gehen, doch dann taucht Benji auf. Er erklärt, dass er seinen Eltern gesagt hat, nicht Victor, sondern sie seien der Trigger, und die beiden küssen sich. |           |                                       |                              |                          |                                           |                 |                                  |

## Produktion
Im April 2019 bestellte Disney für seine neue Streamingplattform Disney+ eine gleichnamige Nachfolgeserie zu Greg Berlantis Film Love, Simon mit dessen Autoren Isaac Aptaker und Elizabeth Berger als Showrunner, von der zunächst berichtet wurde, dass sie auf dem Nachfolgeroman Ein Happy End ist erst der Anfang basieren solle. Berger stellte aber klar, dass sie sich auf ein neues Kind mit einer neuen Geschichte konzentrieren werde. Im Mai folgte eine erste Beschreibung der zentralen Liebesgeschichte und der Hauptfiguren Victor und dessen Schwarm Benji. Die Besetzung wurde im August bekanntgegeben, wobei die Rolle Mia zunächst von Johnny Sequoya gespielt werden sollte, die aber später in dem Monat mit Rachel Naomi Hilson umbesetzt wurde.
Der Soundtrack der ersten Staffel bestand aus drei neuen Liedern, die von drei LGBT-Künstlern interpretiert und in Zusammenarbeit mit den Songwritern Jordan Palmer und Leland geschrieben wurden: Somebody Tell Me von Tyler Glenn (Neon Trees), Athlete von Greyson Chance und God, This Feels Good von Isaac Dunbar. Die EP erschien am 19. Juni 2020 bei Hollywood Records.

## Veröffentlichung

### USA
Im Februar 2020 wurde bekanntgegeben, dass die Serie mit Love, Victor einen neuen Titel erhält und statt auf Disney+ im Juni, dem Pride-Monat, auf Hulu erscheinen wird. Der Wechsel wurde damit begründet, dass bestimmte Themen der Serie nicht zu dem familienfreundlichen Inhalt von Disney+ passen würden, während Hulu eher Serien für junge Erwachsene zeigt. Am 26. April wurde in einem ersten Teaser mit einer Szene zwischen Victor und Benji als Starttermin der Serie der 19. Juni angekündigt. Genau einen Monat später folgte der erste Trailer. Am 10. Juni gab Hulu bekannt, dass die Serie aus Rücksicht auf den Juneteenth auf den 17. Juni vorgezogen wird.
Isaac Aptaker gab im Juni 2020 bekannt, man arbeite bereits an einer zweiten Staffel. Die Verlängerung um die zweite Staffel wurde am 7. August 2020 bekanntgegeben, sie wurde am 11. Juni 2021 veröffentlicht.
Am 30. Juli 2021 wurde die Verlängerung um eine finale dritte Staffel bekanntgegeben, die am 15. Juni 2022 veröffentlicht werden soll. An dem Tag soll auch die dritte Staffel auf Disney+ erscheinen.

### Deutschland
In Deutschland erscheint die Serie seit dem 23. Februar 2021 bei Disney+ unter der neuen Marke Star. Die zweite Staffel wurde in Deutschland ab dem 18. Juni 2021 veröffentlicht. Die komplette dritte Staffel erschien am 15. Juni 2022.

## Rezeption

### Kritiken
Bei Rotten Tomatoes erreichte die Serie einen Score von 90 % basierend auf 49 Bewertungen.
Martin Schwickert meint auf Rnd.de, dass die Serie „den Geist des Vorgängerfilmes wach“ hält. Die Liebesgeschichte würde „aus einer schwulen Perspektive für ein breites Mainstreampublikum auf herzallerliebste Weise erzählt“.
Steven Gätjen und Anne Wernicke vom Format Filmgorillas des ZDF erklären, dass die Serie den Alltag in der High School realistisch abbildet. Zudem finden sie, dass die Serie „weich gezeichnet, aber gut gecastet ist“ und dass das Thema „total gut aufgebaut“ ist. Sie heben zudem positiv hervor, dass die Serie „Kinder da abholt, wo sie auch sind“ und dass „diverse Hautfarben und diverse Sexualitäten“ vertreten sind.
Anja Rützel kritisiert im SPIEGEL, dass „das obligatorische homophobe Umkleide-Geätze der Sportcracks“ vergleichsweise harmlos ausfalle und es bereits einen offen schwulen Schüler gäbe. Sie kommt zu dem Schluss, dass die Serie „für junge Menschen, die tatsächlich beleidigt und diskriminiert werden“ wie eine „schmunzelige Utopie“ wirke und „was die äußeren Kämpfe abseits der inneren Gefühlsstrudel angeht, nicht wirklich ein Identifikationsangebot sein“ könne.

### Auszeichnungen
Dorian Awards 2021
- Beste LGBT-Serie – Nominierung
- Beste verkannte Serie – Auszeichnung

GLAAD Media Awards
- 2021: Beste Comedy-Serie – Nominierung
- 2022: Beste Comedy-Serie – Nominierung
- 2023: Beste Comedy-Serie – Nominierung

Imagen Awards
- 2021[26]
  - Beste Primetime-Comedyserie  – Auszeichnung
  - Bester Comedy-Schauspieler (Fernsehen) – Auszeichnung an Michael Cimino
- 2022[27]
  - Beste Primetime-Comedyserie  – Auszeichnung
  - Bester Comedy-Schauspieler (Fernsehen) – Auszeichnung an Michael Cimino